# Rode Garde (China)

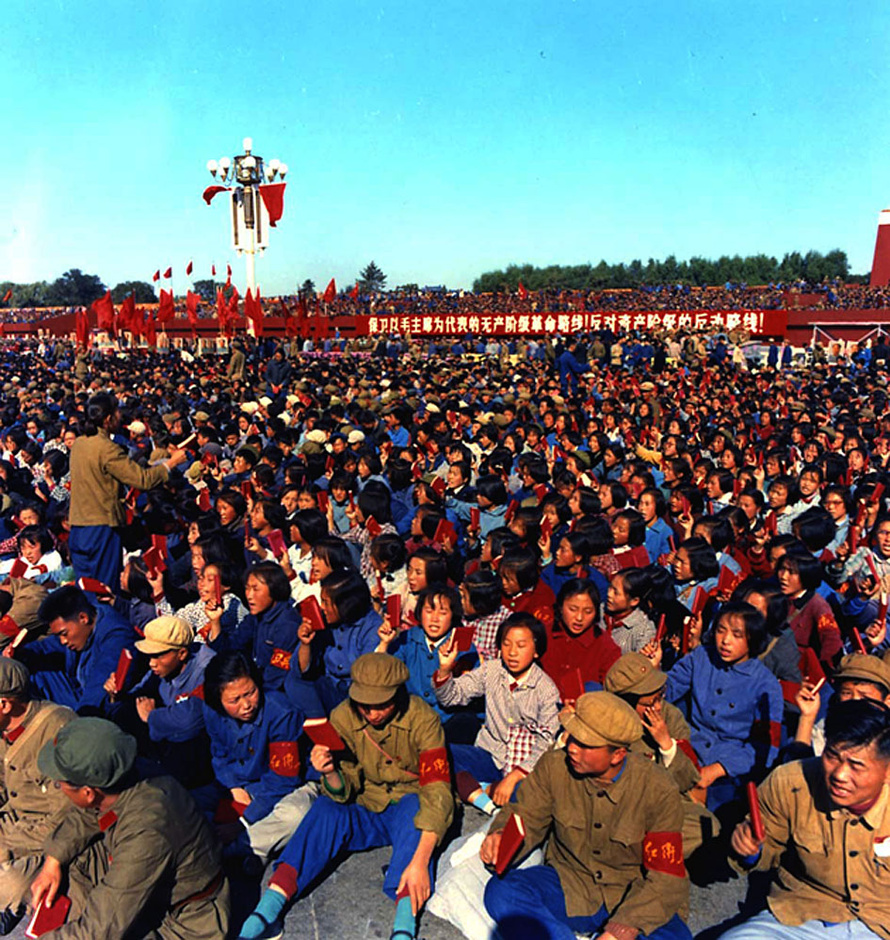
Rode Gardisten op het Tiananmen-plein in Peking met rode armband en Rode boekje (sept. 1966)

De Rode Garde was de jeugd van Volksrepubliek China die de ideeën van Mao Zedong verspreidde.
De Rode Garde, voornamelijk scholieren en studenten, ontstond tijdens de Culturele Revolutie en ontving haar opdrachten van de Kleine Groep Voor de Culturele Revolutie, door Mao opgericht in mei 1966 om het land weer terug te brengen naar de zuivere lijn van het maoïsme. Volgens Mao moest er afgerekend worden met het verleden, de tradities van China moesten worden vernietigd en de revolutie opnieuw worden ingezet. Op 1 augustus gaf Mao zijn persoonlijke steunbetuiging aan een groep jongeren die in opstand waren gekomen op hun school. Op 8 augustus kreeg de Rode Garde vrij spel toen tijdens een radio uitzending werd gemeld dat er geen maatregelen genomen mochten worden tegen leerlingen en studenten door scholen en leraren.
De acties van de Rode Garde bleven aanvankelijk beperkt tot de hoofdstad. Op 18 augustus werd een grote manifestatie gehouden op het Tiananmen-plein waarbij de jongeren in het hele land werden opgezweept om in actie te komen.
De Rode Gardisten lette er op of iedereen zich wel aan de maoïstische lijn hield zoals die onder meer in het Rode Boekje met citaten van Mao verwoord werden. Daar waar de regels niet nageleefd werden straften ze mensen, dat was tenminste de leuze waarmee ze te werk gingen. Feitelijk werd er categoriaal gewerkt, bijvoorbeeld alle docenten, professoren, kader op hun scholen en instituten werden systematisch onderworpen aan zogenaamde zelfkritiek, tegen elkaar uitgespeeld en vernederd waarna bijvoorbeeld een deel van deze 'misdadigers' gemarteld werd, in processie meegevoerd (borden dragend met hun 'misdaden'), in het openbaar voor massabijeenkomsten mishandeld of doodgeranseld en voor een ander deel verbannen werd, inclusief hun familie, naar zogenaamde 'Kaderscholen' op het platteland. Vaak werden deze kampen Kaderscholen van de 7e Mei genoemd waar de bewoners 'opgevoed' werd tot de zuivere maoïstische lijn van communisme, waar ze zelf voedsel moesten verbouwen in lange zware werkdagen, het voedselrantsoen zo beperkt was dat vaak gras, boomwortels en boomblad aan het 'menu' toegevoegd werd, en men meestal meerdere malen per dag ideologisch geschoold werd, openlijke zelfkritiek verplicht was etc.
De Rode Gardisten werden door een kleine groep partijleiders zelf aangespoord en opgehitst om systematisch op zoek te gaan naar 'antirevolutionaire' elementen en hebben jarenlang terreur uitgeoefend tegen hun docenten, ouders, de oude partijkaders en iedereen die er ook maar van verdacht werd de zogenaamde ‘kapitalistische weg’ te volgen. Zo was iedereen die oudere literatuur of westerse boeken bezat ervan verdacht tot de ‘kapitalistische-weggers’ te behoren en werd dan ‘behandeld’. Huizen werden doorzocht (lees: geplunderd en vernield) op dit soort werken en hun bewoners vernederd, verbannen of erger. Openbare gebouwen en monumenten werden ook vernield. In Shanghai werd de oudste tempel vernield, zo ook kerken en begraafplaatsen van buitenlanders. Bibliotheken werden doorzocht en boeken verbrand.
De Rode Gardisten staken zich al gauw in legeruniformen met rode armband of ten minste in legerkleurige kleding met zware koppel die onmisbaar was om de 'Vijanden van het Volk' mee af te kunnen ranselen. Mao moedigde ze persoonlijk aan om geweld en terreur te gebruiken bij hun acties. Ze werden ter aanmoediging vanuit het hele land (gratis) aangevoerd naar Peking waar ze vrijwel dagelijks toegesproken werden op het Tiananmen-plein vanaf de grote poort van de Verboden Stad, vaak door Mao en andere leden van de Kleine Groep. Daarna werden ze in bussen en open vrachtwagens, revolutionaire liederen zingend en zwaaiend met rode vaandels met maoïstische leuzen als opschrift, teruggevoerd naar hun eigen steden en dorpen om daar met toegenomen ijver de gewenste terreur uit te oefenen. Naast gratis vervoer kregen de Rode Gardisten recht op gratis voedsel en inwoning.
Vanaf medio 1968 moesten de Rode Gardisten intomen, de krimpende economie had zwaar te lijden onder de grote onrust en het afnemende leiderschap op alle niveaus in het hele land. Het bleek voor de Klein Groep niet eenvoudig te zijn om het geweld en de autonomie van de Rode Garde in te dammen. Daartoe moest in een aantal gevallen het Volksbevrijdingsleger ingezet worden en een groot aantal Rode Gardisten werd met geweld verbannen of overgeplaatst naar andere steden en dorpen.
Op 5 augustus vond Mao het genoeg, de Rode Gardisten mochten niet meer actief zijn en de arbeidersklasse moest in alles de leiding hebben. In de weken daarop trokken propagandateams, van militairen in burgerkleding en trouwe kaderleden, naar de scholen en universiteiten om de rust te herstellen. Campagnes om verraders en afvalligen op te sporen liepen daarna gewoon door, tot het najaar van 1969 werden miljoenen mensen vervolgd. Het karakter was wel gewijzigd, in plaats van kapitalistische-weggers of revisionisten werden 'geheime agenten die voor de vijand werkten' het doelwit.

## Nasleep
Veel studenten en scholieren in deze onrustige periode worden gezien als een verloren generatie. Ze dachten dat ze hun land geholpen hadden, maar kregen bij terugkomst na hun verbanning op het platteland alleen kritiek te verduren. Ze worden verantwoordelijk gehouden voor het leed van de Culturele Revolutie. Verder waren ze bij terugkeer te oud om op universiteiten te worden toegelaten.

## Naslagwerken
- Dikötter, Frank De Culturele Revolutie, een volksgeschiedenis 1962-1976, vertaald door Ronnie Boley, Uitgeverij het Spectrum, 2016 ISBN 9789049106508
- (en)  YouTube Morning Sun, documentaire van Carma Hinton uit 2003